# Локотош Борис Миколайович
Борис Миколайович Ло́котош (3 серпня 1930, Луганськ, УРСР, СРСР — 29 червня 2011, Луганськ, Україна) — український літератор, краєзнавець, доктор технічних наук, професор Східноукраїнського національного університету імені Володимира Даля, ректор Івано-Франківського інституту нафти і газу (1970-1977). Академік Української технологічної академії, член-кореспондент Академії економічних наук України. Почесний громадянин Луганська (з 1995).

## Біографія
Корінний луганчанин з Камброду, по материнській лінії — нащадок майстрових Луганського патронного заводу Асташева, вихідців з тульських зброярів, по батьківській лінії родина налічувала у своєму родоводі багатьох військових, хліборобів, залізничників.
У роки Другої світової війни був в евакуації в Киргизькій РСР. З 1949 року працював на верстатобудівному заводі імені Леніна, де пройшов шлях від робітника до начальника цеху і провідного конструктора. У 1954 році з відзнакою закінчив Луганський машинобудівний інститут. Після чого працював завідувачем науково-дослідною лабораторією в Луганському інституті автоматики. У 1964 році закінчив аспірантуру і з тих пір почав працювати у вищій школі.
Працював на різних керівних посадах. Був завідувачем кафедри «Автоматизації виробничих процесів» в Луганському машинобудівному інституті, ректором Івано-Франківського інституту нафти і газу, завідував кафедрами автоматики та інформаційних систем в Севастополі. У 1987 році знову повернувся до рідного Луганська, де продовжив роботу в машинобудівному інституті.
Наприкінці 1980-х почав публікувати в газетах історичні нариси про Луганськ, 1993 року вийшла його книга «Очерки истории Луганска» (рос. Нариси історії Луганська).